# 65 (număr)
65 (șaizeci și cinci) este numărul natural care urmează după 64 și precede pe 66 într-un șir crescător de numere naturale.

## În matematică
65
- Este un număr compus.[1][2]
- Este al 23-lea număr semiprim.[3][4]
- Este un număr deficient.[5][6]
- Este un număr Størmer.[7][8]
- Este un număr palindromic[9] în sistemele de numerație binar, cuaternar, octal și duodecimal.
- Este un număr repdigit[10] în sistemul de numerație duodecimal.
- Este un număr octogonal.[11][12]
- Este un număr Cullen⁠(d).[13][14]
- Pentru 65, Funcția Mertens dă 0.[15]
- Este constanta magică⁠(d) a pătratului magic de ordinul 5:

{\displaystyle {\begin{bmatrix}17&24&1&8&15\\23&5&7&14&16\\4&6&13&20&22\\10&12&19&21&3\\11&18&25&2&9\end{bmatrix}}.}
- Este numărul de soluții la problema damelor pe o tablă de 5 x 5.[16]
- Este cel mai mic întreg care poate fi exprimat prin suma a două pătrate în două moduri diferite: 65 = 82 + 12 = 72 + 42.
- În șirul Padovan⁠(d) este precedat de numerele 28, 37, 49 (este suma primelor două).[17][18]
- Se cunosc doar 65 de numere potrivite⁠(d) (idoneale).[19]

65 = 15 + 24 + 33 + 42 + 51
- Este lungimea ipotenuzei a 4  triplete pitagoreice, fiind și cel mai mic număr care are mai mult de 2 astfel de cazuri: 652 = 162 + 632 = 332 + 562 = 392 + 522 = 252 + 602.
- În baza de numerație octală, 6510 se notează 1018, în timp ce 10110 este 6516 în sistemul hexadecimal. Această proprietate se aplică tuturor numerelor de la 64 la 69.

## În știință
- Este numărul atomic al terbiului, un lantanid.

### În astronomie
- Messier 65 este o galaxie cu o magnitudine 10,5 în constelația Leul.
- Obiectul NGC 65 din New General Catalogue este o galaxie spirală în constelația Balena.
- 65 Cybele este o planetă minoră.

## În muzică
- "65 Love Affair", un hit al lui Paul Davis din 1982.
- „65” este prescurtarea comună pentru formația post-rock 65daysofstatic, Sheffield, UK.
- "65" este un cântec al grupului Odd Future MellowHype.

## În alte domenii
65 se poate referi la:
- Prefixul telefonic internațional pentru Singapore.[20]
- 65 de mile/oră (c. 150 km/h) este viteza limită legală pe autostrăzile expres în multe state din SUA, în special în cele din est și centru.
- Vârsta de pensionare în mai multe țări, ca Germania, Regatul Unit, România, Canada, SUA.
- 65 este numărul departamentului Hautes-Pyrénées din Franța.
- La 65 de ani de căsătorie se sărbătorește nunta de safir albastru.[21]